# 喬治·克勞德
喬治·瑪麗·奧古斯特·克勞德（1870年9月24日—1960年5月23日），法國工程師、發明家、化學家、低溫物理學家與商人，工業巨頭液化空气集团的共同創辦人，因霓虹燈商業化、發明工業液化空氣與利用深海提取冷水來發電的實驗而知名，因此被稱作「法國的愛迪生」。克勞德晚年在二戰期間與納粹德國合作，幫助他們佔領法國，戰後因此被追究責任，成為階下囚並遭剝奪法蘭西科學院院士等榮譽。

## 早年生活
1870年9月24日巴黎被德軍圍城時，克勞德在當地的十一區出生，長大後進入巴黎高等物理化工学院（ESPCI）就讀。畢業後，他曾當過電纜廠電氣督察和電機廠實驗室經理，還創辦並主編了一本名叫《電火花》（L'Étincelle Électrique）的電學雜誌，並在此期間結識到其好友阿尔塞纳·达松瓦尔。克勞德在約1896年意識到當時用於照明的瓶裝乙炔在壓縮狀態下存在易爆風險，他隨後通過實驗證明乙炔能夠在丙酮中得到充分溶解，且前者在其中相當於儲存在25帕的氣壓下，從而降低了處理乙炔的危險。

## 職業生涯

### 空氣液化
克勞德在1902年發明空氣液化領域的克勞德方法（Claude system）。該方法能夠生產大量用於液氮、液氧和液氬，並成功取代由卡爾·馮林德於1895年開創的早期方法。克勞德隨後憑此與商人保羅·德洛姆一起創立液化空气集团。

### 霓虹燈

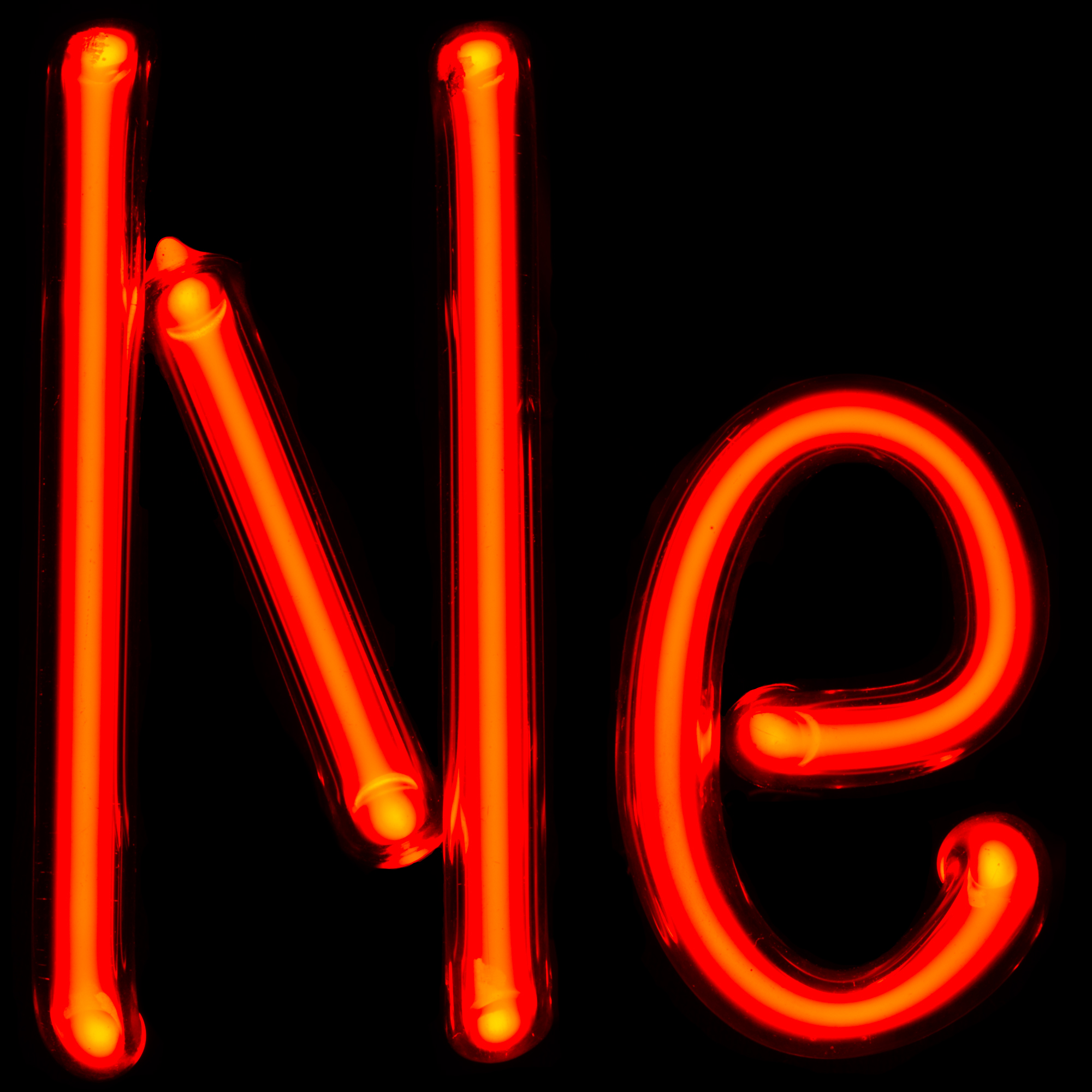
含氖氣的氣體放電管，「Ne」是氖的元素符號

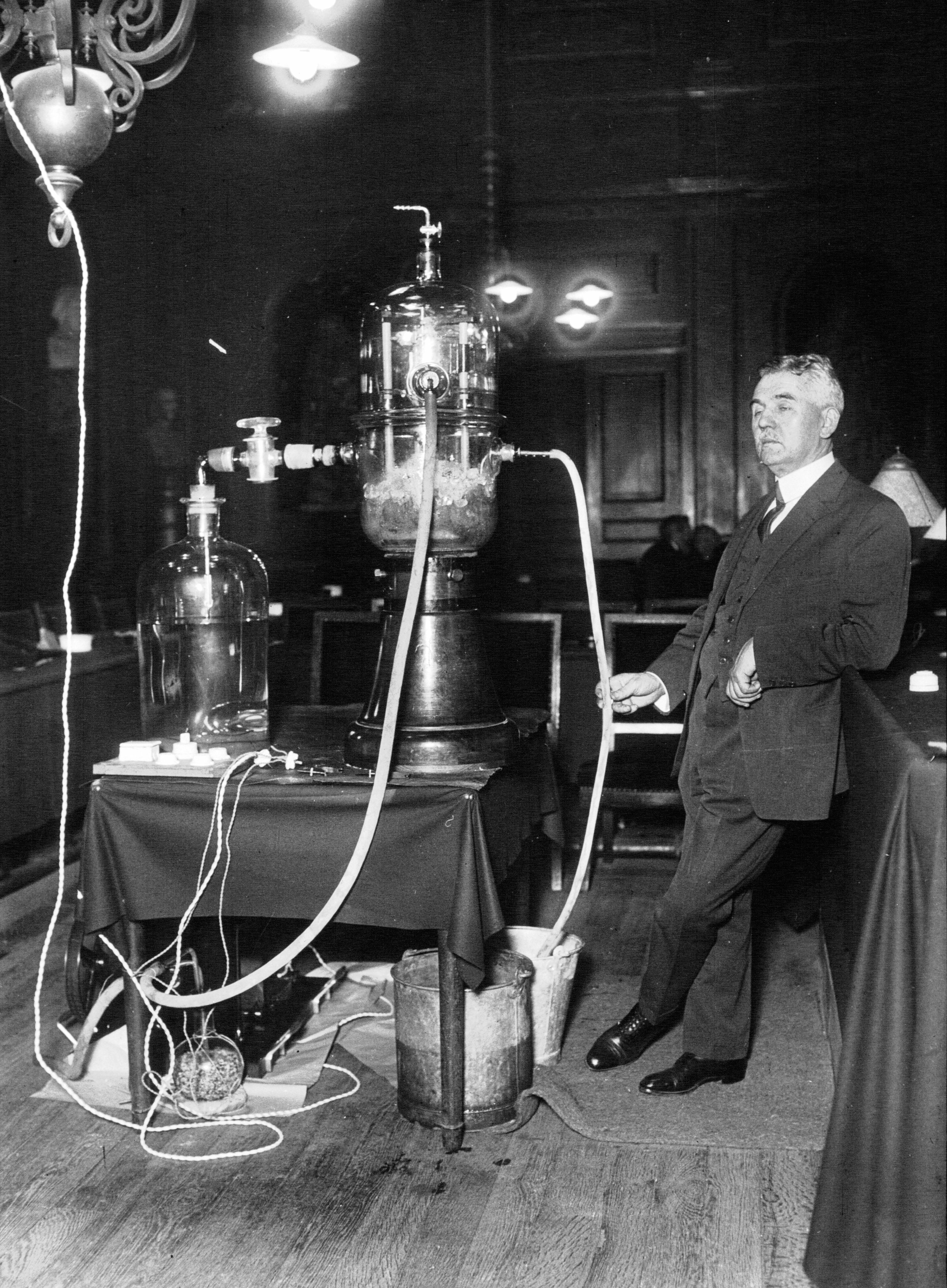
克勞德在1926年於法兰西学会總部演示海水溫差發電技術

受到蓋斯勒放電管和丹尼爾·麥克法蘭·摩爾發明的氮氣燈（又稱「摩爾光管」）的啟發，克勞德以其空氣液化業務的副產物——氖氣開發出霓虹照明燈管。這三種燈管都應用了輝光放電的原理，當電流通過管內低於大氣壓的氣體時便會發光。克勞德在1910年12月3日至18日的巴黎車展上首次公開展示其大型霓虹燈，並在同年3月7日於法國申請了第一份專利。他本人在1913年寫道除了氮氣外，還有兩項主要發明使霓虹燈變得可行：首先是新的氖氣提純（或其他惰性氣體，如氬氣）方法，以及開發了在完全密封的玻璃管內提純惰性氣體的技術；後者的創新得以將霓虹照明燈管獨立於摩爾光管外，且有一個用於填充管內氮氣或二氧化碳的裝置。第二項發明對克勞德的照明事業的發展至關重要。這種通過濺鍍來最大限度減少電極磨損程度的設計可將電流從外部電源供應傳輸到燈管內的的發光氣體。1915年，克勞德向美國當局申請的霓虹燈電極設計專利獲批；該專利之後令其公司「克勞德霓虹燈」（Claude Neon Lights）在1930年代初期於美國保持壟斷地位。
克勞德和其法國公司長久以來一直被指透過出售兩幅霓虹燈招牌予舊金山及洛杉磯的豪車生產商帕卡德擁有人厄爾·C·安東尼的方式，來打進美國市場，但未有確鑿的證據證明此說法。與之相反的是，1923–25年的照片顯示洛杉磯要到25年才出現霓虹燈；1924年安東尼在舊金山的經銷店照片中可見一霓虹燈招牌，但不能妄下定論為出自克勞德之手。即使面臨這些指控，「克勞德霓虹燈」到了1924年已在美國各地開設多間子公司或專利許可性關聯企業，其中一個例子有位處美國西岸的「電氣產品公司」（Electrical Products, Company）。儘管霓虹燈招牌未如想像中到處可見，但它到了1930年代已成為美國各地常見的風景線之一，並最終在數十年內成為該國標誌照明的主要形式。

### 海水溫差發電
海水溫差發電概念的開創者阿尔塞纳·达松瓦尔是克勞德的良師益友，後者此後成為第一位建造使用該技術的原型發電廠的人。克勞德在1930年於古巴設計出其首座發電廠，其低壓涡轮发动机預定為當地提供約22千瓦的電力。1935年，克勞德在一艘停泊在巴西外海的萬噸級貨船「突尼斯號」（La Tunisie）上建造了另一座發電廠，但惡劣的天氣和大浪令這兩座發電廠在輸出淨功率前便被摧毀。

## 戰時通敵、戰後入獄與晚年生活
克勞德與其他年輕工程師不同，對民主政體完全無感。1933年，他加入了右翼君主主義組織法蘭西運動，也是該黨領袖夏尔·莫拉斯的密友。七年後，法國在第二次世界大戰甫開始便遭德軍擊敗，隨後德國佔領法國北部並在南部建立維希政權，克勞德此時選擇公開支持法國與納粹德國合作，還出版了多本支持通敵的小冊子。他自1940年9月開始擔任親德政黨合作組織傑出委員會的成員，並在隔年被維希政府提名為國民議會顧問團成員。
1944年盟軍解放法國全境後，克勞德同年在8月17日於圣欧班堡被涅地區的反抗軍逮捕，並在9月3日被法蘭西科學院開除。當時已完全失聰的他被拘留了將近一年，才在1945年6月26日因支持通敵政治宣傳而被塞訥河司法院判處無期徒刑、沒收所有財產和剝奪政治、公民和職業權利，但協助V-1飛彈開發的指控被證明無罪，從而逃過檢察官要求的死刑。克勞德獲刑後被下監於拉塞勒圣克卢的拉沙泰格賴厄中央監獄（Centre Pénitentiaire de La Châtaigneraie），其刑期隨後獲減為十年，並在1950年因健康問題被假釋。
克勞德晚年居於上塞納省圣克卢，並潛心於海洋能利用的研究。1960年5月23日，克勞德去世，享年89歲。

## 出版書籍
- [讓全人類都能用上電]. Vve C. Dunod. 1901  [2023-09-10]. （原始内容存档于2023-09-04）.
- [液態空氣：其生產、特性和應用]. Vve. C. Dunod. 1903.
- [達松瓦爾開創：液態空氣、氧氣、氮氣]. H. Dunod et E. Pinat. 1909.
- [論海洋熱能的利用]. Institut Océanographique. 1926.. Bulletin, No. 486.
- [我與高成本生活的鬥爭]. A. Fayard. 1939.
- [我的人生與我的發明]. Plon. 1957.

## 延伸閱讀
書籍
- Baillot, Rémy. . EDP Sciences. 2010. ISBN 978-2-7598-0396-5. The French title translates loosely as Genius Gone Astray; Baillot's appears to be the only book-length biography of Claude.

專利文件
- 美國專利第1,125,476号, Improvements in Systems of Illuminating by Luminescent Tubes. 19 January 1915.